# Demokracja społeczna
Demokracja społeczna, jak napisał Józef Maria Bocheński, jest to ustrój społeczny, w którym nie istnieją zapory psychiczne między poszczególnymi warstwami społecznymi. Wobec tego demokracja ustrojowa, a demokracja społeczna, są to dwie różne rzeczy, niezależne od siebie, to znaczy w demokracji ustrojowej, np. w demokracji parlamentarnej mogą wyodrębnić się izolowane grupy lub warstwy społeczne. 